# 1992-es magyar vívóbajnokság
Az 1992-es magyar vívóbajnokság a nyolcvanhetedik magyar bajnokság volt. A férfi tőrbajnokságot december 18-án rendezték meg, a férfi párbajtőrbajnokságot december 19-én, a kardbajnokságot december 19-én, a női tőrbajnokságot december 20-án, a női párbajtőrbajnokságot pedig december 18-án, mindet Budapesten, a Nemzeti Sportcsarnokban.

## Eredmények
| Versenyszám          | Arany                      | Arany | Ezüst                              | Ezüst | Bronz                                             | Bronz |
| -------------------- | -------------------------- | ----- | ---------------------------------- | ----- | ------------------------------------------------- | ----- |
| Férfi tőrvívás       | Kiss Róbert Vasas SC       |       | Németh Tamás Csepel SC             |       | Busa István Csepel SCMarsi Márk MTK               |       |
| Férfi párbajtőrvívás | Imre Géza Újpesti TE       |       | Madaras Ádám Újpesti TE            |       | Felföldy Sándor Újpesti TEBudai István Bp. Honvéd |       |
| Férfi kardvívás      | Köves Csaba Újpesti TE     |       | Péntek Gábor Bp. Honvéd            |       | dr. Nébald György Bp. HonvédSzetey András BSE     |       |
| Női tőrvívás         | Mincza Ildikó MTK          |       | Janicsek Anikó BVSC                |       | Mohamed Aida MTKKulcsár Alexa Bp. Honvéd          |       |
| Női párbajtőrvívás   | Horváth Mariann Bp. Honvéd |       | Szalay Gyöngyi Tapolcai Bauxit ISE |       | Horváth Katalin Újpesti TENagy Tímea Bp. Honvéd   |       |